# NGC 7782
NGC 7782 is een spiraalvormig sterrenstelsel in het sterrenbeeld Vissen. Het hemelobject werd op 12 november 1784 ontdekt door de Duits-Britse astronoom William Herschel.

## Synoniemen
- UGC 12834
- MCG 1-60-48
- ZWG 407.73
- IRAS 23513+0741
- PGC 72788